# Gading Rejo (Gading Rejo)
Gading Rejo is een bestuurslaag in het regentschap Pringsewu van de provincie Lampung, Indonesië. Gading Rejo telt 10.247 inwoners (volkstelling 2010).